# 巴特格里姆

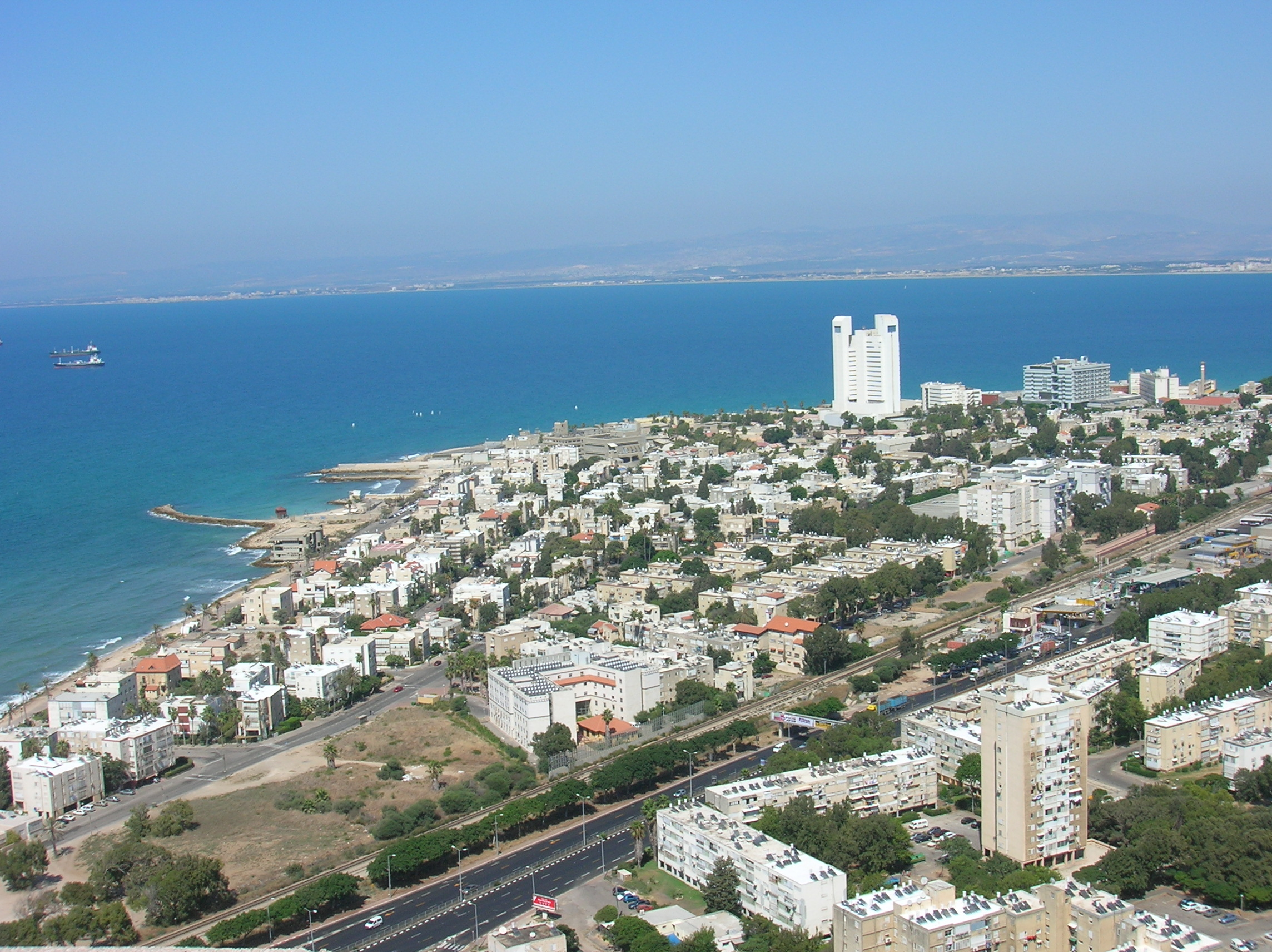

巴特格里姆（希伯來語：בת גלים，Bat Galim，意为“波浪的女儿”），是以色列海法的一个社区，位于迦密山脚下，地中海沿岸。巴特格里姆以海滨散步道和沙滩著称。

## 历史
巴特格里姆是现代海法的第一个犹太定居点，建于1920年代，是一个私人住宅的花园郊区，由包豪斯建筑师理查德·考夫曼设计。在英国托管期间，巴特格里姆是海法的娱乐中心。海滨散步道上的地标建筑"赌场"其实从来没有用于赌博，而是开设了一个招待英国军官的咖啡馆。 它也是全国水上运动的中心，在那里建了一个游泳池。

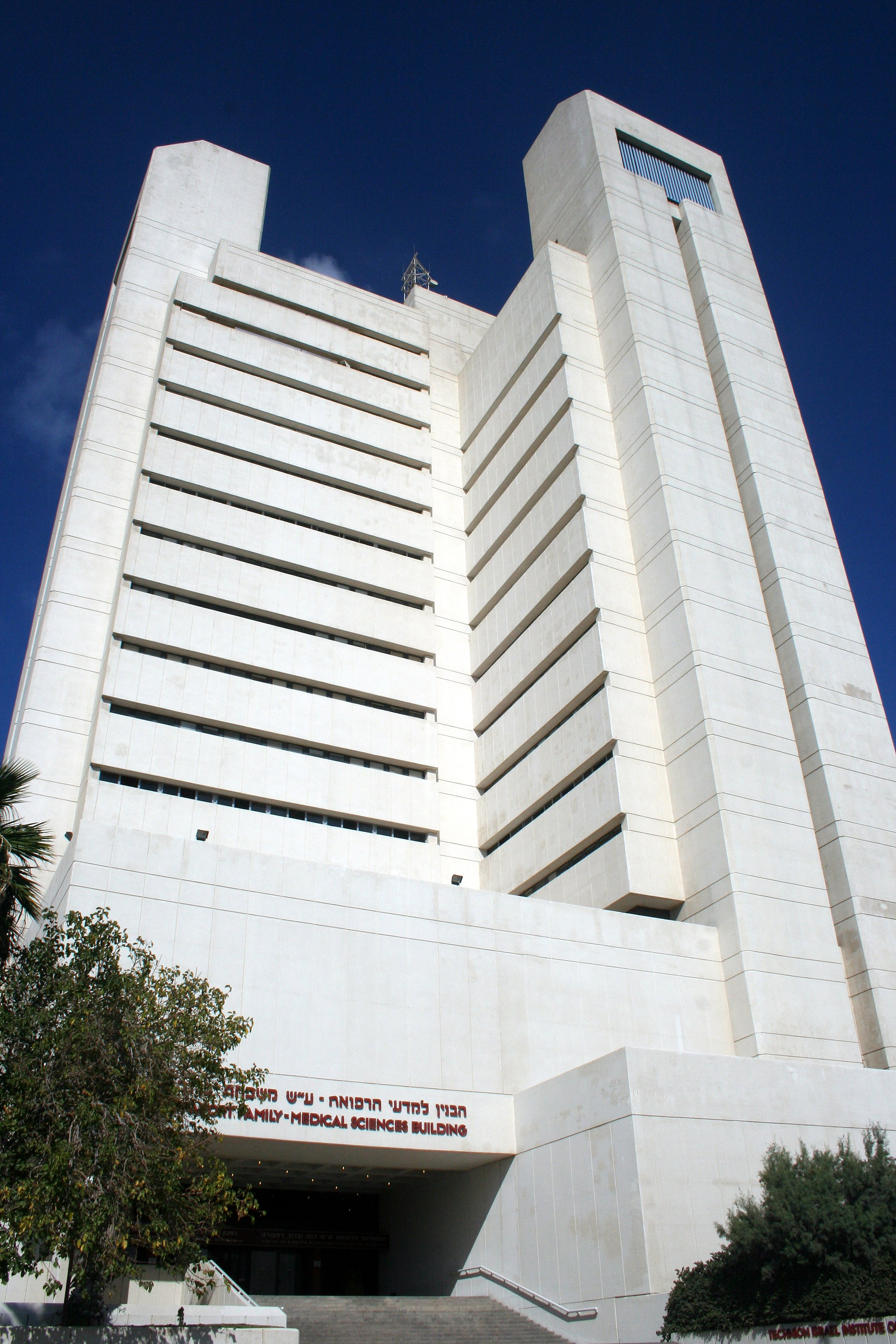